# 飛刀手
《飞刀手》（英語：The Flying Dagger）是1969年張徹执导的香港電影，由羅烈、鄭佩佩等領銜主演的电影。该电影主要讲述一位女侠在行侠仗义的时候，意外的惹上了麻烦而后又受到大侠杨青保护的故事。

## 劇情簡介
於英在一次为了除掉恶徒的时候，意外的惹到了“飞刀追魂”焦雷，而焦雷实际上是恶徒的家人，并且他和於英的父亲有很多的恩怨，所以焦雷自然是决定以此为借口，杀死於英以及其家人。而於英的师兄弟就是纷纷的死在他以及其部下的手上。
而与此同时，江湖豪侠杨青却在这个时候出现在了於英的面前。
虽说杨青这个人看起来比较轻浮，但是他却总是在暗中保护於英等人。而焦雷也在这个时候用各种方式来让杨青成为自己的部下，但是楊青没有同意。
最后在杨青等人的努力下，他们终于击败了焦雷，并且於英也开始喜欢上了杨青。
但是杨青却在这个时候离开了……

## 演员表
- 鄭佩佩 飾 於英
- 羅烈 飾 楊青
- 楊志卿 飾 焦雷
- 井淼 飾 於遠
- 林蛟 飾 大師哥
- 鄭雷 飾 楚文雄
- 王光裕 飾 梁宗漢
- 午馬 飾 魯虎
- 沈勞 飾 範昆
- 谷峰 飾 宋金剛
- 劉剛 飾 宋金剛大兒
- 金童 飾 宋金剛小兒
- 藍偉烈 飾 劉莊莊主
- 袁祥仁 飾 劉莊門下

## 備註
1. ↑  .   [2021-12-02]. （原始内容存档于2021-12-02）. （页面存档备份，存于）

## 相關連結
- 豆瓣链接 （页面存档备份，存于）
- 互联网电影数据库（IMDb）上《飞刀手》的资料（英文）
- 香港影庫上《飞刀手》的資料（繁體中文）